# الأزمة الإنسانية للحرب الأهلية السودانية (2023–الآن)
تفاقمت الأزمة الإنسانية في أعقاب النزاع في السودان عام 2023 بسبب أعمال العنف التي وقعت خلال فترة ارتفاع درجات الحرارة والجفاف والصراع الذي بدأ خلال الجزء الأخير من شهر رمضان. ولم يتمكن معظم السكان من الخروج من منازلهم للحصول على الغذاء والإمدادات خوفا من الوقوع في مرمى النيران. وقالت مجموعة من الأطباء إن المستشفيات ما زالت تعاني من نقص الموظفين، كما أن الإمدادات بدأت تنفد مع تدفق الجرحى. وسجلت منظمة الصحة العالمية حوالي 26 هجومًا على مرافق الرعاية الصحية، أدى بعضها إلى سقوط ضحايا بين العاملين في المجال الطبي والمدنيين. وقالت نقابة الأطباء السودانية إن أكثر من ثلثي المستشفيات في مناطق النزاع أصبحت خارج الخدمة، وتم إجلاء 32 منها قسراً من قبل الجنود أو وقعت في مرمى النيران. وأفادت الأمم المتحدة أن النقص في السلع الأساسية، مثل الغذاء والماء والأدوية والوقود، أصبح "حادًا للغاية". كما توقف تسليم التحويلات المالية التي تشتد الحاجة إليها من العمال المهاجرين في الخارج بعد أن أعلنت ويسترن يونيون أنها ستغلق جميع عملياتها في السودان حتى إشعار آخر.
وقال برنامج الأغذية العالمي إن ما يزيد على 13 مليون دولار من المساعدات الغذائية المخصصة للسودان قد نُهبت منذ اندلاع القتال. وقيل إن ما يقدر بنحو 25 مليون شخص، أي ما يعادل أكثر من نصف سكان السودان، بحاجة إلى المساعدات. في فبراير/شباط 2024، يكافح برنامج الأغذية العالمي لتقديم المساعدات، وهناك بالفعل تقارير عن وفاة أشخاص بسبب الجوع. وتشير التقديرات إلى أن حوالي 7.2 مليون شخص فروا من منازلهم داخل وخارج البلاد. وفي 15 أبريل، تعهد المانحون بتقديم أكثر من 2 مليار يورو للمساعدة في السودان.
قالت الممثلة الأمريكية سارة جاكوبس إن الحرب في السودان يمكن أن تنتهي بسرعة إذا انتهت مشاركة اللاعبين الأجانب مثل الإمارات العربية المتحدة. وقالت إن الولايات المتحدة ملزمة أخلاقياً بالرد على الموقف ويجب عليها التوقف عن إمداد الإمارات بالأسلحة، من أجل ضمان عدم إمدادها لقوات الدعم السريع بالأسلحة.,

## الآثار على منظمات الإغاثة
وقال الاتحاد الدولي لجمعيات الصليب الأحمر والهلال الأحمر إنه يكاد يكون من المستحيل تقديم الخدمات الإنسانية في جميع أنحاء الخرطوم، وحذر من أن النظام الصحي في السودان معرض لخطر الانهيار. أكد برنامج الأغذية العالمي أن إحدى طائراته قد تضررت في مطار الخرطوم الدولي أثناء تبادل إطلاق النار في 15 أبريل/نيسان، وهو ما أثر، كما يقول، على قدرته على نقل الموظفين وتقديم المساعدة للناس في جميع أنحاء البلاد.
وذكرت وثيقة داخلية للأمم المتحدة اطلعت عليها شبكة سي إن إن أن أفراداً مسلحين، يقال إنهم من قوات الدعم السريع، اقتحموا منازل العاملين في الأمم المتحدة وغيرها من المنظمات الدولية في وسط الخرطوم، واعتدوا جنسياً على النساء وسرقوا ممتلكاتهم بما في ذلك السيارات. وتم الإبلاغ عن حادثة اغتصاب واحدة. تم اختطاف رجلين نيجيريين يعملان في منظمة دولية ثم أُطلق سراحهما فيما بعد؛ وتم استهداف مبنى يضم مكتب الأمم المتحدة لتنسيق الشؤون الإنسانية؛ وأصابت قذيفة صاروخية منزل أحد موظفي الأمم المتحدة المحليين في الخرطوم. ونفت قوات الدعم السريع هذه المزاعم، وألقت باللوم على الجيش السوداني في ارتكاب الجرائم بينما كان يرتدي زي قوات الدعم السريع. وفي المقابل، نفت القوات المسلحة السودانية تورطها وألقت باللوم على قوات الدعم السريع. وقالت الأمم المتحدة إن القتال "أوقف تماماً" عملها في السودان وأثر على ثلث سكان البلاد.
بسبب الهجمات ضد موظفيها ومرافقها، علقت منظمة إنقاذ الطفولة وبرنامج الأغذية العالمي والإغاثة الإسلامية والمجلس الدنماركي للاجئين عملياتها في السودان. وتم نقل 57 عامل إغاثة سوداني و20 عاملاً هندياً من السودان إلى تشاد.
في 30 أبريل/نيسان، أرسل الصليب الأحمر أول شحنة مساعدات إلى السودان جواً منذ بدء النزاع، حيث نقل ثمانية أطنان من البضائع الإنسانية من عمان، الأردن، إلى بورتسودان. واستأنف برنامج الأغذية العالمي عملياته في 1 مايو/أيار.

## الأمراض
قالت منظمة أطباء بلا حدود إن مرض الحصبة قد تفشى في مخيمات اللاجئين، مع تسجيل 13 حالة وفاة على الأقل. أفادت جماعات الإغاثة في وقت لاحق عن تفشي مرض الحصبة في 11 ولاية من ولايات السودان البالغ عددها 18 ولاية، في حين أبلغت الإغاثة الإسلامية عن 300 حالة و7 وفيات بسبب الكوليرا والإسهال.
وترددت أنباء عن أن آلاف الجثث المتحللة في شوارع الخرطوم قد تؤدي إلى انتشار الوباء.